# Eitel Friedrich II. (Hohenzollern-Hechingen)
Eitel Friedrich II. von Hohenzollern-Hechingen (auch Eitel Friedrich V. von Hohenzollern, * Januar 1601 in Hechingen; † 11. Juli 1661 in Issenheim) war der zweite Herrscher (Fürst) von Hohenzollern-Hechingen in Folge und ein kaiserlicher General im Dreißigjährigen Krieg.

## Leben
Eitel Friedrich war der älteste Sohn des Fürsten Johann Georg von Hohenzollern-Hechingen (1577–1623) aus dessen Ehe mit Franziska († 1619), Tochter des Grafen Friedrich I. von Salm, Wild- und Rheingraf in Neufville. Der Vater legte besonderen Wert auf eine gute Ausbildung. Der Prinz wurde zu diesem Zweck an die Universitäten in Wien und Ingolstadt geschickt. Auch folgten Bildungsreisen nach Italien und Frankreich.
Die Regentschaft im Fürstentum trat Eitel Friedrich 1623 an. Er war zudem zunächst Obrist eines Infanterieregiments im Dienst von Kaiser Ferdinand II. Unter dem Habsburger nahm der Dreißigjährige Krieg seinen Anfang. Eitel Friedrich war loyal zur katholischen Kirche und ebenso treu als kaiserlicher General. Die Burg Hohenzollern, der Stammsitz der Hohenzollern, war militärisch gesehen strategisch höchst bedeutsam. Das Fürstentum war umgeben von protestantischen Nachbarn. Im Kriege entwickelte sich die Festung zum Brennpunkt und wurde von den Schweden und Württembergern belagert und verwüstet. Die Burg wurde 1635 von den kaiserlichen Truppen zurückerobert. Die Österreicher behielten gegen eine Zahlung von jährlich 5.000 Gulden das Besatzungsrecht auf der Burg, das sie erst 1798 aufgaben. Während des Dreißigjährigen Krieges verarmte das Volk in Hohenzollern-Hechingen. Eitel Friedrich sah sich auch mit deutlich kommunizierten finanziellen Ansprüchen von Familienangehörigen konfrontiert. Seinen Brüdern waren Apanagen zugesichert worden, die nunmehr zu zahlen, aber kaum aufzubringen waren. So musste Eitel Friedrich mehrere attraktive Lehen bei seinen Finanzierungsanstrengungen veräußern. Der Fürst wurde 1653 in Regensburg in das Reichsfürstenkollegium des Reichstages aufgenommen.
Eitel Friedrich erlag einer in Budweis erhaltenen Verwundung und hinterließ keine männlichen Erben. Als Fürst folgte ihm sein Bruder Philipp.

## Ehe und Nachkommen

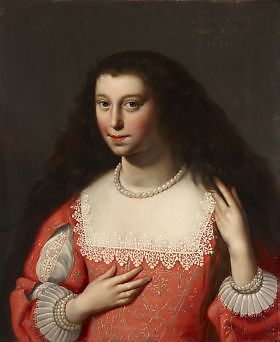
Porträt der Maria Elisabeth

Eitel Friedrich heiratete am 19. März 1630 in Boutersem Maria Elisabeth (1613–1671), Tochter des Grafen Heinrich van Bergh ’s-Heerenberg und Erbin der Markgrafschaft Bergen op Zoom sowie der Grafschaften ’s-Heerenberg und Walhain. Mit ihr hatte er folgende Kinder:
- Sohn (*/† 1632)
- Franziska (1642–1698), Markgräfin von Bergen op Zoom

⚭ 1662 Comte Frédéric Maurice de La Tour d’Auvergne (1642–1707)